# قزل عاشق
قزل عاشق هي قرية في مقاطعة أرومية، إيران. عدد سكان هذه القرية هو 2,877 في سنة 2006.